# 罗马之春
《罗马之春》（英語：The Roman Spring of Mrs. Stone）是一部1961年英国爱情片，由华纳兄弟-七艺制作，何塞·昆特罗导演，路易斯·德卢奇蒙制片，洛塔尔·沃尔夫助理制片，加万·兰伯特和简·里德编剧，理查德·阿丁塞尔谱曲，哈里·沃克斯曼摄影。本片根据田纳西·威廉斯小说改编。
这是何塞·昆特罗执导的唯一一部在电影院发行的电影。

## 情节
凯伦·斯通（费雯·丽饰），一位广受好评的美国舞台剧女演员，正和她的商人丈夫在罗马度假。在飞机上，她的丈夫因心脏病发作死亡。凯伦决定留在意大利，在罗马租了一间豪华公寓。玛格达·泰里比利-冈萨雷斯伯爵夫人（羅特·蓮娜饰）很快将她介绍给了一位年轻的意大利男子保罗（沃伦·比蒂饰），而他其实是一位高薪专业男妓。凯伦和保罗发生了一段风流韵事，但很快她就发现保罗做这一切都是为了自己赚钱。他很快就对斯通夫人感到无聊，并离开了她，转而去追求一位年轻的美国女电影演员（吉爾·聖約翰饰）。在被朋友梅格（卡罗尔·布朗饰）谴责、被保罗抛弃、被伯爵夫人嘲笑之后，斯通夫人很快就完全贬低了自己，妥协于一个一直跟着她的衣衫褴褛、神秘的年轻人。最后，大约斯通夫人的确放弃了自己的生活。

## 演员
- 费雯·丽 - 凯伦·斯通
- 沃伦·比蒂 - 保罗·迪·利奥
- 羅特·蓮娜 - 伯爵夫人
- 卡罗尔·布朗 - 梅格
- 吉爾·聖約翰 - 芭芭拉
- 杰里米·斯潘塞尔 - 年轻人
- 斯特拉·邦尔 - 贾米森-沃克太太
- 彼得·戴内利 - 劳埃德·格林纳
- 卡尔·贾菲 - 瓦尔德海姆男爵
- 阿罗德·卡斯基特 - 裁缝
- 比奥拉·基茨 - 朱莉娅·麦克林尼
- 克莱奥·莱恩 - 歌手
- 贝西·拉乌 - 兔女郎
- 埃尔斯珀斯·玛奇 - 巴罗夫人
- 亨利·麦卡蒂 - 坎贝尔·肯尼迪
- 沃伦·米切尔 - 乔治
- 约翰·菲利普斯 - 汤姆·斯通
- 保罗·斯塔西诺 - 理发师斯特凡诺
- 埃内斯特·斯西格 - 斯特凡诺
- 马维斯·维利尔斯 - 库根太太

## 奖项
罗特·莲娜获奥斯卡最佳女配角奖提名。

## 2003年版本
2003年，Showtime电视网获艾美奖的《斯通夫人的罗马之春》正式上线，由海倫·美蘭、安妮·班克罗夫特和奧利佛·馬丁內斯主演。